# Płock
Płock é uma cidade da Polônia, na voivodia da Mazóvia. Estende-se por uma área de 88,06 km², com 119 709 habitantes, segundo os censos de 2019, com uma densidade de 1359 hab/km².